# Puig de Rubió
El Puig de Rubió és una muntanya de 433 metres que es troba al municipi de Foradada, a la comarca catalana de la Noguera.